# CSM Dunărea Galați
Le CSM Dunărea Galați (Clubul Sportiv Municipal Dunărea Galați) est un club de hockey sur glace de Galați en Roumanie. L’équipe senior, surnommée les Gladiators, évolue dans la Superliga Națională.

## Historique
Le club est créé en 1932 sous le nom de Gloria CSU. À la suite de la Seconde Guerre mondiale, les activités concernant le hockey sur glace furent interrompues jusqu’en 1950. C’est à partir de cette date que le Locomotiva Galați s’inscrit dans la deuxième division du championnat roumain. Plus tard, le club est promu en première division sous le nom de Știința Galați. Bien que l’équipe de Galați arrive souvent aux phases finales de la compétition nationale, celle-ci ne réussit jamais à s’imposer contre les équipes de Bucarest, Cluj, Târgu Mureș et Miercurea Ciuc. Le seul trophée de la vitrine du club est la « Cupa României » (Coupe de Roumanie) gagné en 1988.
Les Gladiators disputent leurs matchs à domicile au Patinoarul Artificial Dunărea Galați, appelé couramment « Dunărea » (Danube). La patinoire a une capacité de 4 000 places.
Depuis 2009, le club joue sans-discontinuer dans la Superliga Națională, le plus haut échelon du championnat roumain.
Durant la saison 2010-2011, les Dunărea Gladiators sont classés quatrième dans la Superliga Națională après leur défaite en petite finale face aux Steaua Rangers et obtiennent la troisième place en Coupe de Roumanie, en battant toujours dans une petite finale ces mêmes Rangers.
L’année 2015 enregistre la victoire des Dunărea Gladiators lors de la finale de la Superliga Națională face aux Steaua Rangers sur le score de 3-1 (0-0, 3-1, 0-0) sur la patinoire du champion en titre les Corona Wolves de Brașov.

## Titres
- Vainqueur de la Cupa României : 1988.
- Vainqueur de la Superliga Națională : 2015.

## Logo